# Ostatnia Imperoks
Ostatnia Imperoks (tyt. oryg. The Last Emperox) – amerykańska powieść fantastycznonaukowa autorstwa Johna Scalziego. Jest uznawana za operę kosmiczną. Została wydana 14 kwietnia 2020 przez Tor Books. Audible wydało wersję audiobooka z narracją Wila Wheatona. To ostatni tom trylogii The Interdependency. Książka znalazła się na 6 miejscu listy bestsellerów The New York Times oraz na 14. miejscu listy bestsellerów USA Today. Polska wersja ukazała się 4 listopada 2020 w tłumaczeniu Pawła Grysztara, nakładem wydawnictwa NieZwykłe.
Powieść zdobyła Dragon Award za najlepszą powieść science-fiction w 2020.